# Molí de les Llenes
El Molí de les Llenes és una obra del municipi de Saldes (Berguedà) inclosa en l'Inventari del Patrimoni Arquitectònic de Catalunya.

## Descripció
Del molí fariner de les Llenes només queden les parets enrunades del casal que permeten definir una estructura de secció quadrada central, a la qual s'hi van afegir dependències annexes fins al mateix peu del riu on hi havia el cacau, el rec i les moles. Abandonat, abans de la Guerra Civil, els materials foren aprofitats per altres construccions de la zona.

## Història
Probablement fou construït a finals del s. XVII o començament del xviii.